# Aeropuerto Internacional de Maputo

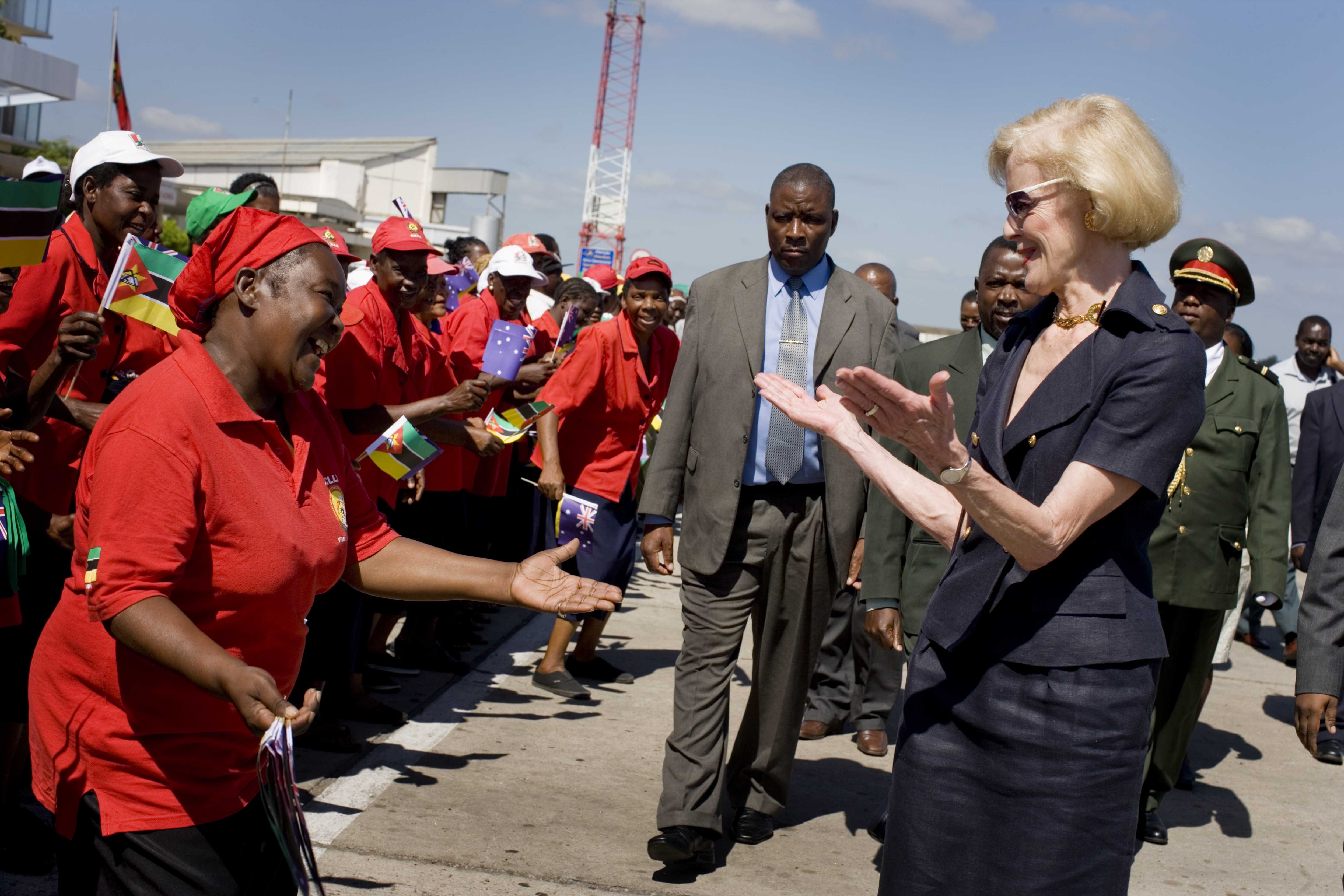
Gente de Mozambique, Quentin Bryce, Relaciones de Australia y Mozambique

El Aeropuerto Internacional de Maputo (IATA: MPM, OACI: FQMA) es un aeropuerto ubicado en el distrito de Mavalane, a tres km al noroeste del centro de Maputo, la mayor ciudad y capital de Mozambique.
La mayoría de los destinos son servidos desde el aeropuerto en África, pero los más utilizados son los destinos intercontinentales de: Turkish Airlines que opera vuelos para Estambul, Turquía; Qatar Airways que opera vuelos para Doha, Catar; y TAP Portugal a Lisboa, Portugal.

## Aerolíneas y destinos

### Pasajeros

#### Destinos nacionales
| Aerolíneas              | Destinos                                                                                          |
| ----------------------- | ------------------------------------------------------------------------------------------------- |
| LAM Mozambique Airlines | Beira, Chimoio, Inhambane, Lichinga, Nacala, Nampula, Pemba, Quelimane, Tete, Vilanculos, Xai-Xai |
| Moçambique Expresso     | Beira, Tete                                                                                       |

#### Destinos internacionales
| Ciudades por países | Nombre del aeropuerto                       | Aerolíneas                                                      | Aeronaves | Frecuencias semanales |        |
| África              | África                                      | África                                                          | África    | África                | África |
| ------------------- | ------------------------------------------- | --------------------------------------------------------------- | --------- | --------------------- | ------ |
| Angola              |                                             |                                                                 |           |                       |        |
| Luanda              | Aeropuerto Quatro de Fevereiro              | TAAG Angola Airlines                                            |           |                       |        |
| Etiopía             |                                             |                                                                 |           |                       |        |
| Adís Abeba          | Aeropuerto Internacional Bole               | Ethiopian Airlines                                              |           |                       |        |
| Kenia               |                                             |                                                                 |           |                       |        |
| Nairobi             | Aeropuerto Internacional de Nairobi         | Kenya Airways LAM Mozambique Airlines                           |           |                       |        |
| Sudáfrica           |                                             |                                                                 |           |                       |        |
| Ciudad del Cabo     | Aeropuerto Internacional de Ciudad del Cabo | Airlink LAM Mozambique Airlines                                 |           |                       |        |
| Johannesburgo       | Aeropuerto Internacional de Johannesburgo   | Airlink FlySafair LAM Mozambique Airlines South African Airways | B737 A3x0 |                       |        |
| Tanzania            |                                             |                                                                 |           |                       |        |
| Dar es-Salam        | Aeropuerto de Dar es Salaam                 | LAM Mozambique Airlines                                         |           |                       |        |
| Zambia              |                                             |                                                                 |           |                       |        |
| Lusaka              | Aeropuerto Internacional de Lusaka          | LAM Mozambique Airlines                                         |           |                       |        |
| Zimbabue            |                                             |                                                                 |           |                       |        |
| Harare              | Aeropuerto Internacional de Harare          | LAM Mozambique Airlines                                         |           |                       |        |
| Asia                |                                             |                                                                 |           |                       |        |
| Catar               |                                             |                                                                 |           |                       |        |
| Doha                | Aeropuerto Internacional Hamad              | Qatar Airways                                                   |           |                       |        |
| Europa              |                                             |                                                                 |           |                       |        |
| Portugal            |                                             |                                                                 |           |                       |        |
| Lisboa              | Aeropuerto de Lisboa                        | LAM Mozambique Airlines TAP Portugal                            | A3xx      |                       |        |
| Turquía             |                                             |                                                                 |           |                       |        |
| Estambul            | Aeropuerto de Estambul                      | Turkish Airlines                                                |           |                       |        |

### Carga
| Aerolíneas              | Destinos |
| ----------------------- | -------- |
| LAM Mozambique Airlines | Beira    |
| Qatar Airways Cargo     | Doha     |